# Пэк Нам Сун
Пэк Нам Сун (кор. 백남순; 13 марта 1929, провинция Хамгён-Пукто, Японская Корея — 2 января 2007, Пхеньян, КНДР) — северокорейский государственный деятель, министр иностранных дел КНДР (1998—2007).

## Биография
Получил высшее образование в университете имени Ким Ир Сена в Пхеньяне. Его политическое возвышение началось после занятия им в 1968 году поста заместителя председателя международного отдела Трудовой партии Кореи. 
В 1972—1979 годах — посол КНДР в Польше. В мае 1973 года принимал участие в межкорейских переговорах по линии Красного креста в Сеуле. В июне 1994 года был в составе делегации КНДР на встрече заместителей премьер-министров КНДР и Южной Кореи. В течение 1990-х гг. он четыре раза выезжал в Южную Корею для проведения двусторонних переговоров по различной тематике.
В 1998 году был назначен министром иностранных дел КНДР. При реорганизации кабинета министров в 2003 году сохранил свой пост. Воспринимался за рубежом как один из главных партнёров со стороны КНДР при проведении различных переговоров и крупнейший знаток проблематики в отношениях с Южной Кореей.
Избирался депутатом Верховного народного собрания КНДР 9-11 созывов.  
По сообщению китайского информационного агентства Синьхуа, политик длительное время страдал заболеванием почек, оно же стало причиной его кончины 2 января 2007 года.
Его сын, Пак Нён Чён, в декабре 2007 года был назначен председателем Центрального банка КНДР.